# Hatari
Hatari su islandski tehno, industrial i pank rok bend iz Rejkjavika. Bend čine Klemens Hanigan, Matias Haraldson i Einar Stefanson. Najpoznatiji su kao predstavnici Islanda na Pesmi Evrovizije 2019.

## Biografija
Hatari su osnovali 2015. Klemens Hanigan i Matias Haraldson, a kasnije im se pridružio Einar Stefanson. Klemens i Matias su rođaci, a sva trojica se poznaju još iz škole. Klemens i Einar, zajedno sa bubnjarom Solrunom Mjolom Kjartansdotirom su imali bend Kjurr sve do 2012. godine. Hatari su počeli nastupati 2016. godine i u toj godini su imali pet velikih nastupa. 31. oktobra 2017. preko Spotifija i Bandcampa su objavili svoj prvi EP pod nazivom "Neysluvara". Nakon objave prvog EP-a, bend je objavio i muzičke spotove za dve pesme sa EP-a, "Ódýr" i "X". Krajem 2017, Hatari je predstavio pesmu "Hlauptu" koja je objavljena na albumu "Horror by Ciber".
21. decembra 2018. godine Hatari su objavili da je upravni odbor kompanije Svikamylla ehf. doneo odluku o raspuštanju benda. Međutim, nakon te objave pojavili su se na festivalu u Holandiji te se ipak nisu raspali. Tada su takođe predstavili pesmu "Spillingardans".
U januaru 2019. Hatari su potvrđeni kao jedan od deset takmičara za Söngvakeppnin 2019, nacionalnom izboru Islanda za Pesmu Evrovizije 2019, sa njihovom novom pesmom „Hatrið mun sigra“. Hatari su u martu te godine pobedili na Söngvakeppninu 2019. i tako predstavljali Island na Pesmi Evrovizije u maju.
Nakon mnogih izjava o Palestini, izvršni supervizor Jon Ola Sand je zapretio diskvalifikacijom. Međutim, kada je na kraju finala objavljen rezultat Islanda od strane publike, pripadnici benda Hatari držali su transparente sa zastavom Palestine. U isto vreme, na njihovom Instagram profilu objavljene su slike zastave. Kao odgovor, EBU je objavio održavanje sastanka na kojem će referentna grupa za Pesmu Evrovizije razgovarati o bilo kakvim posledicama. Sve u svemu, Hatari je u finalu dobio 232 boda, završivši na 10. mestu.
Dana 23. maja 2019. godine, na dan njihovog koncerta, Hatari su objavili pesmu "Klefi / Samed (صامد)" sa palestinskim muzičarom Bašarom Muradom. Spot je snimljen u pustinji Jerihon, Palestina, a pesma sadrži stihove na islandskom i arapskom jeziku. Godine 2020. Hatari planira da poseti Evropu na turneji „Europe Will Crumble“.

## Članovi
Hatari se primarno sastoji od Klemensa Hanigana, Matiasa Haraldsona i Einara Stefansona. Dodatni članovi su im Solbjort Sigurđardotir, Sigurđur Andrean Sigurgeirson i Astros Guđjonsdotir. Svo troje su plesači, dok su Solbjort i Astros takođe prateći vokali.
Klemens Nikulason Hanigan (25-26 godina) je jedan od dva vokala u grupi i Matiasov rođak. Sin je Nikulasa Hanigana, šefa odeljenja za trgovinu u Islandskom Ministarstvu spoljnih poslova, i Ran Trigvadotir. Klemens ima dve ćerke sa svojom suprugom, Ronjom Mogensen. Diplomirao je u Tækniskolinnu u Rejkjaviku kao proizvođač nameštaja.
Matias Trigvi Haraldson (star 25-26 godina) je drugi pevač u grupi. Sin je umetnice Gunhildur Sigrunar Hauks i Haraldura Flosi Trigvasona, vlasnika LMB Mandata i brata Klemensove majke, Rane. Izvan Hatarija, Matias je glumac; diplomirao je na Islandskom univerzitetu umetnosti u predstavi pod nazivom "Griðastaður" ("Svetište"). Jedno vreme je bio reporter vesti za islandsku televiziju RUV.
Einar Hrafn Stefanson (poznat i kao Einar Stef) je bubnjar i producent grupe. Sin je Stefana Haukura Johanesona, islandskog ambasadora u Velikoj Britaniji. Pored Hatarija, takođe je basista grupe Vök, islandske indi pop grupe. Einar je u vezi sa pratećom vokalisticom Hatarija Solbjortom i oni imaju kćer.